# Relizane (provins)

Relizanes provins i Algeriet

Relizane (arabiska: ولاية غليزان) är en provins (wilaya) i norra Algeriet. Provinsen har 733 060 invånare (2008). Relizane är huvudort.

## Administrativ indelning
Provinsen är indelad i 13 distrikt (daïras) och 38 kommuner (baladiyahs).